# Mount Barker (Australia Meridionale)
Mount Barker è una città dell'Australia Meridionale (Australia); essa si trova 30 chilometri a sud-est di Adelaide ed è la sede della Municipalità di Mount Barker. Al censimento del 2006 contava 10.258 abitanti.